# Värna kyrka
Värna kyrka ligger i Värna socken i Åtvidabergs kommun och tillhör Åtvids församling i Linköpings stift.

## Kyrkobyggnaden

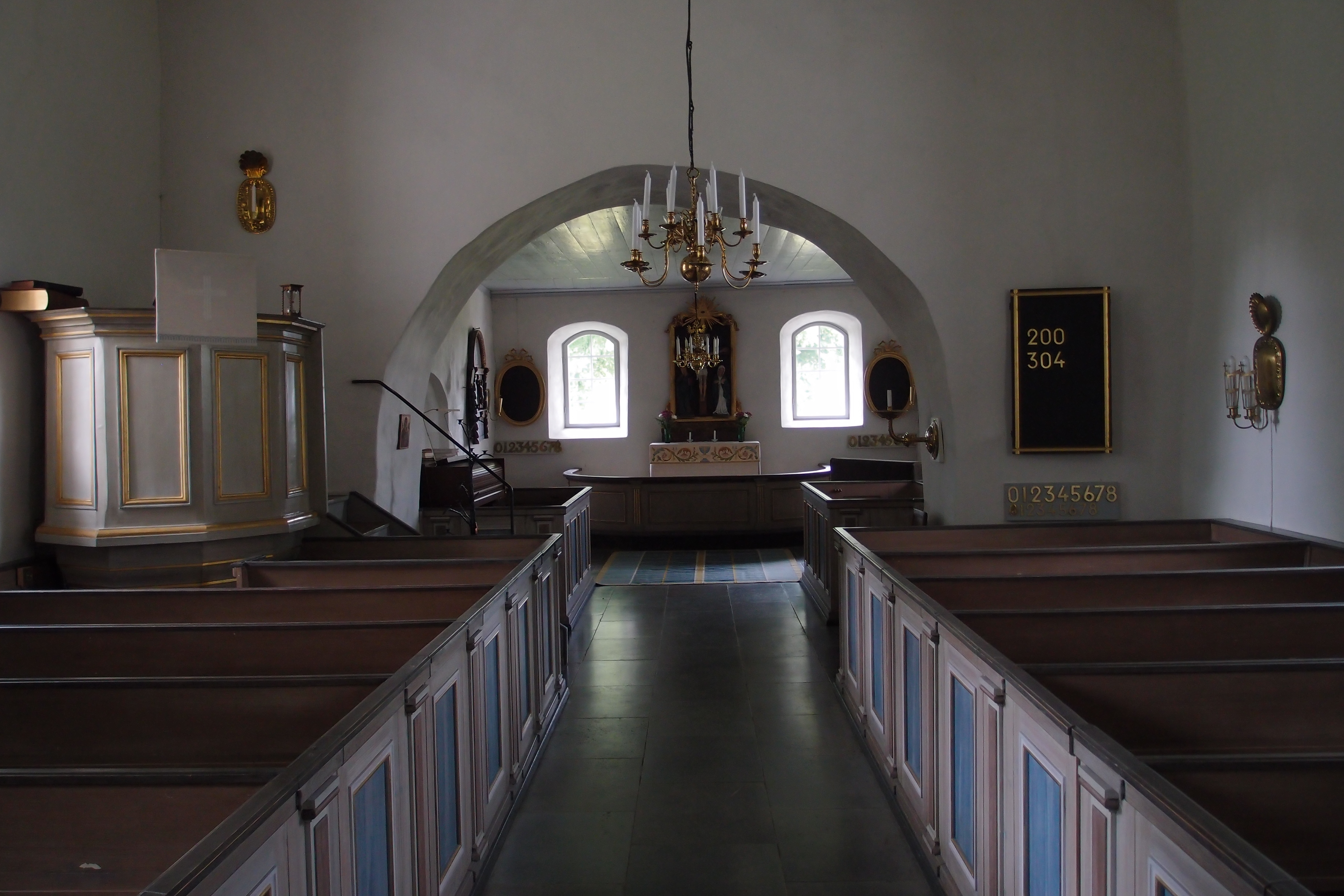

Troligen byggdes här en träkyrka under medeltiden. Värna socken finns omnämnd i urkunder från 1300-talet. Nuvarande kyrka uppfördes av gråsten omkring år 1500. Kyrkorummets tak och väggar försågs 1728 med dekorativa målningar utförda av Anders Wikström, Söderköping. 1764 byggdes korpartiet om. Samtidigt uppfördes sakristian. Ett vapenhus i väster uppfördes 1769 och revs 1952.
1860 byggdes klockstapeln.

## Inventarier
- Predikstolen tillverkades 1723 och fick sitt nuvarande utseende 1836.
- Dopfunten består av en dopskål av koppar från 1734. Den vilar på en träställning tillverkad 1952 efter ritningar av arkitekten Erik Fant.
- Altaruppsatsen fick sitt nuvarande utseende 1779 med skulpturer från ett medeltida altarskåp.
- En storklocka göts av klockgjutare Elias Fries Thoresson i Jönköping 1764. Den göts om 1947.

### Orgel
- 1821 bygger Jonas Fredric Schiörlin och Carl Rylander, Linköping, en orgel med 5 stämmor.'
- Runt 1850 bygger Sven Nordström en orgel till Eksjö Läroverk, som sätts upp här.
- Nuvarande orgel levererades 1948 från Åkerman & Lund Orgelbyggeri. Tillhörande orgelfasad är från 1898. Orgeln är pneumatisk och har en fri kombination.

| Huvudverk I  | Svällverk II  | Pedal      | Koppel    |
| Principal 8’ | Rörflöjt 8’   | Subbas 16’ | I/P       |
| Gedackt 8’   | Salicional 8’ | Gedackt 8’ | II/P      |
| Oktava 4’    | Principal 4’  |            | II/I      |
| Oktava 2’    | Gemshorn 4’   |            | I 4'/I    |
|              | Nasard 2 2⁄3' |            | II 16'/I  |
|              | Mixtur IV     |            | II 16'/II |
|              | Tremulant     |            |           |

- En kororgel tillkom 1992.

### Webbkällor
- Värna kyrka, Kulturhistorisk inventering av kyrkobyggnader och kyrkomiljöer i Linköpings stift